# Bernd Wunder
Friedrich Bernhard „Bernd“ Wunder (* 30. August 1938 in Düsseldorf; † 13. Februar 2025) war ein deutscher Historiker, Professor für Neuere Geschichte, Autor und Herausgeber.

## Leben
Wunder wurde 1968 mit seiner Dissertation zum Thema Frankreich, Württemberg und der schwäbische Kreis während der Auseinandersetzungen über die Reunionen (1679–97) an der Universität Tübingen zum Dr. phil. promoviert und 1974 mit seiner Habilitationsschrift Privilegierung und Disziplinierung. Die Entstehung des Berufsbeamtentums in Bayern und Württemberg (1780–1825) an der Universität Konstanz habilitiert.
1977 wurde er an die Konstanzer Universität zum Professor berufen. Bis 2003 lehrte er dort Neuere Geschichte in der Fachgruppe Geschichte der Philosophischen Fakultät der Universität Konstanz. Seine Forschungsschwerpunkte waren die Geschichte der deutsch-französischen Beziehungen sowie Verfassungs- und Verwaltungsgeschichte der Neuzeit.
Er verfasste etliche Fachbücher und war u. a. Mitherausgeber und Mitbegründer des Jahrbuchs für europäische Verwaltungsgeschichte.
Bernd Wunder stammte aus einer bekannten Familie: Er war der Sohn des Bibliothekars Gerd Wunder und der Bruder des Gewerkschafters Dieter Wunder.

## Forschungsschwerpunkte
Wunder untersuchte die Entstehung und den Wandel des Berufsbeamtentums im gesamten öffentlichen Dienst bis in die 1980er Jahre. Zunächst in Bayern entstanden, setzte sich das Berufsbeamtentum bis in die Zeit nach der Revolution von 1848 als neuer künstlicher Stand durch. Dieser zunächst sehr geschlossene Stand weitete sich im Bismarckreich erheblich aus, wandelte sich in seiner sozialen Zusammensetzung und entwickelte sich zum Beruf. Die Zeit nach dem Ersten Weltkrieg bis 1945 war hauptsächlich von Loyalitätsproblemen bestimmt. Nach 1945 wurde die Konzeption des Beamtentums weiter aufgeweicht: Der Funktionsvorbehalt fiel weg, parteipolitische Aktivität und Ämterpatronage gefährden die Neutralität, das Leistungsprinzip wurde durch das Laufbahnprinzip durchbrochen. Wunder kam daher zu dem Schluss, dass die Sonderstellung des öffentlichen Dienstrechts nicht mehr gerechtfertigt sei und plädierte für ein „sektoral differenziertes Dienstrecht“.

## Veröffentlichungen (Auswahl)
- Frankreich, Württemberg und der Schwäbische Kreis während der Auseinandersetzungen über die Reunionen (1679–97). Ein Beitrag zur Deutschlandpolitik Ludwigs XIV. (= Veröffentlichungen der Kommission für Geschichtliche Landeskunde in Baden-Württemberg, Reihe B, Band 64), Stuttgart: Kohlhammer, 1971.
- Privilegierung und Disziplinierung (= Studien zur modernen Geschichte, Band 21), München: Oldenbourg, 1978.
- Die Rekrutierung der Beamtenschaft in Deutschland. Konstanz: Universitätsverlag, 1979.
- Geschichte der Bürokratie in Deutschland. Frankfurt am Main: Suhrkamp, 1986.
- Vom Dorfschulmeister zum Staatsbeamten. Die Verbeamtung der badischen Lehrerschaft im 19. Jahrhundert. Bühl/Baden: Konkordia-Verlag, 1993.
- Die badische Beamtenschaft zwischen Rheinbund und Reichsgründung (1806–1871). Stuttgart: Kohlhammer, 1998.
- Das Scheitern des Heckerzuges 1848. In: Schriften des Vereins für Geschichte des Bodensees und seiner Umgebung. 117. Jg., 1999, S. 227–243 (Digitalisat).
- (Hg.) Pensionssysteme im öffentlichen Dienst in Westeuropa (19./20. Jh.). Régimes de retraite dans la fonction publique en Europe occidentale (= Jahrbuch für europäische Verwaltungsgeschichte. Band 12). Baden-Baden: Nomos, 2000.
- Europäische Geschichte im Zeitalter der Französischen Revolution. 1789–1815. Stuttgart: Kohlhammer, 2001.
- Im Kampf gegen die autoritäre Schule – der Reformpädagoge Ludwig Wunder (1878–1949). Ein Vertreter der Landerziehungsheimbewegung zwischen H. Lietz, G. Kerschensteiner und L. Nelson. Hamburg: Kovač, 2008.
- Kleine Geschichte des Herzogtums Württemberg. Leinfelden-Echterdingen: DRW-Verlag, 2009.
- Kleine Geschichte der Kriege und Festungen am Oberrhein. Leinfelden-Echterdingen: DRW-Verlag, 2013.